# Шандрик, Владимир
Владимир Шандрик (словац. Vladimir Šandrik; род. 14 марта 1951 года, Попрад, Чехословакия) — бывший чехословацкий хоккеист, защитник. Участник Кубка Канады 1976 года в составе сборной Чехословакии.

## Биография
Владимир Шандрик известен по выступлениям за команду «Кошице» в чемпионате Чехословакии.
В в составе сборной Чехословакии принимал участие в Кубке Канады 1976 года, на котором дошёл до финала турнира. Также является серебряным призёром чемпионата Европы среди юниоров 1970 года.
После окончания карьеры хоккеиста стал тренером, в частности был главным тренером родного клуба «Кошице».

## Достижения
- Серебряный призёр чемпионата Европы среди юниоров 1970
- Финалист Кубка Канады 1976